# Metsibotlhoko
Metsibotlhoko est une ville du Botswana.